# M-63 Plamen
M-63 Plamen — югославская РСЗО калибра 128 мм. Предназначена для поражения живой силы и техники противника.

## История создания
Разработка системы велась в 1958—1963 гг. Военно-техническим институтом в Белграде. Производство было освоено на заводе в городе Крушевац.
После успешных испытаний в 1963 году была принята на вооружение югославской армии.

## Состав
В состав системы входят:
1. пусковая установка;
2. тягач;
3. система управления огнём;
4. 128-мм неуправляемые реактивные снаряды.

## Модификации
M-63 Plamen — базовый вариант
M-94 Plamen-S — пусковая установка, монтированный на грузовик
RAK-12 — хорватская реактивная система залпового огня с двенадцатью направляющими, установку возможно буксировать на более легком автомобиле
LOV RAK-24 — реактивная система залпового огня с двадцатью четырьмя направляющими. Установка монтирована на бронетранспортер LOV-1.

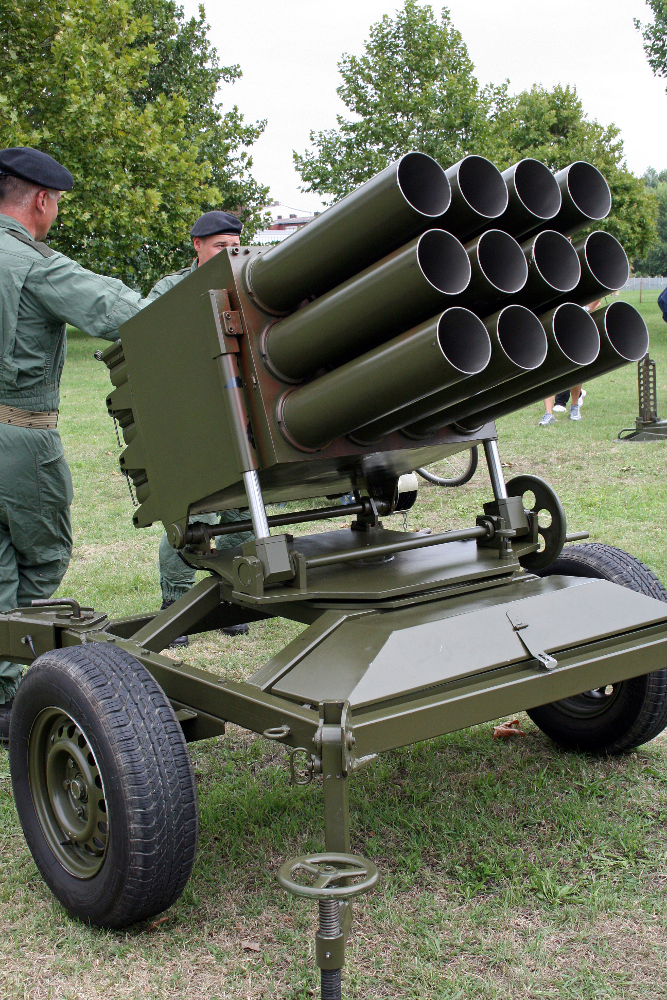
RAK-12 Версия для Хорватской армии.

## Операторы
- Кипр — 18 M-63 Plamen по состоянию на 2024 год[2]
- Северная Македония — 11 M-63 Plamen по состоянию на 2024 год[3]
- Сербия — 18 M-63 Plamen, по состоянию на 2024 год[4]
- Черногория — 18 M-63/M-94 Plamen по состоянию на 2024 год[5]
- Украина — Неизвестное количество, используются пограничниками и национальной гвардией.